# Проклятие жены Севидова

Александр Севидов и его жена Лидия.

Проклятие жены Севидова — спортивное проклятие, которое, по поверью, наложила на футбольный клуб «Динамо» (Москва) Лидия Севидова, жена советского тренера Александра Севидова. Севидов возглавил московское «Динамо» в 1974 году и привёл его к победе в весеннем чемпионате 1976 года. После увольнения мужа с поста главного тренера в 1979 году, Лидия Севидова, сочтя отставку несправедливой, предрекла, что «Динамо» никогда больше не станет чемпионом. С тех пор московское «Динамо», будучи на тот момент самым титулованным советским клубом по числу чемпионств (11), ни разу не побеждало в национальном первенстве. Считается, что проклятие распространяется только на чемпионат — в 1984 году «Динамо» выиграло Кубок СССР, а в 1995 году стало обладателем Кубка России.

## Предыстория
Александр Севидов родился в 1921 году. В молодости считался весьма перспективным форвардом, однако в 1946 году получил тяжелейшую травму ноги, после которой был вынужден закончить карьеру игрока. Начав карьеру футбольного тренера с команд низших дивизионов, со временем стал получать приглашения и от клубов высшей лиги. В 1962—1969 годах возглавлял минское «Динамо», с которым в 1963 году завоевал бронзовые медали чемпионата СССР. В 1971—1973 годах был главным тренером киевского «Динамо» — сильнейшей советской команды того периода. За три года руководства клубом из столицы Украинской ССР Севидов один раз выиграл всесоюзное первенство (в 1971 году) и дважды завоёвывал серебряные медали. Поздней осенью 1974 года Севидов получил приглашение возглавить московское «Динамо».
«Динамо» на тот момент было самым именитым советским клубом по числу чемпионских титулов — московские динамовцы десять раз выигрывали первенство СССР (на втором месте был «Спартак» с девятью чемпионствами). Однако «золотые» годы остались в далёком прошлом — большая часть золотых медалей была завоёвана в 1930—1950-х годах, а последнее чемпионство на момент прихода Севидова датировалось 1963 годом. При этом «Динамо» оставалось в числе ведущих клубов СССР, претендующих на высокие места — в период с 1964 по 1973 год московские динамовцы дважды завоёвывали серебряные медали (в 1967 и 1970 годах), дважды становились обладателями Кубка СССР (в 1967 и 1970 годах). Также московское «Динамо» стало первым советским клубом, вышедшим в финал европейского кубка (в 1972 году динамовцы проиграли в финале Кубка обладателей кубков шотландскому «Глазго Рейнджерс»).
Под руководством Севидова в 1975 году «Динамо» завоевало бронзовые медали. На следующий год клуб выиграл свой одиннадцатый чемпионский титул, победив в весеннем чемпионате (в 1976 году первенство страны проходило по экспериментальной схеме: были проведены два однокруговых турнира, «весенний» и «осенний», каждый из которых считался отдельным чемпионатом). В 1977 году московские динамовцы в пятый раз выиграли Кубок СССР, а также стали обладателем Кубка сезона. На следующий год «Динамо» не добилось успехов во внутренних соревнованиях, но зато дошло до полуфинала в Кубке обладателей кубков, где в серии послематчевых пенальти проиграло венской «Аустрии». Севидов создал крепкую, боевитую команду и пользовался уважением у игроков.
В феврале 1979 года «Динамо» отправилось в предсезонное турне по США, где за десять дней провело пять матчей с местными командами. После матча в Лос-Анджелесе Севидов отправился на ужин со своим знакомым по Киеву Семёном Кацем, эмигрировавшим из СССР. Начальник команды «Динамо» Анатолий Родионов по возвращении в СССР по этому поводу написал донесение в вышестоящие органы. Несмотря на то, что Севидов не нарушил никаких советских законов, с точки зрения бытовавшей в то время официальной морали такая встреча выглядела подозрительно. Советские граждане периодически отказывались возвращаться в Советский Союз из зарубежных командировок, прося политического убежища в западных странах; это болезненно воспринималось в СССР, так как подрывало репутацию социалистического государства. По этой причине к любым неформальным контактам с иностранцами и эмигрантами кураторы делегаций относились настороженно, опасаясь, что в ходе таких встреч может подготавливаться почва для отказа возвращаться в СССР. Поэтому длительное отсутствие Севидова (он со встречи с Кацем вернулся в отель только к утру) вызвало нешуточный переполох у руководства делегации «Динамо». По возвращении в СССР Севидов был отстранён с должности главного тренера с формулировкой «за нарушение режима».

## Проклятие
По воспоминаниям игроков «Динамо» того периода, увольнение Севидова они восприняли как несправедливое. Болезненно восприняла отставку Севидова и его жена. Лидия (Елизавета) Дмитриевна Севидова (1920—1990) имела боевой, решительный характер и была склонна к резким высказываниям — Александр Севидов неоднократно был вынужден просить супругу не обсуждать футболистов своей команды в присутствии их жён. По воспоминаниям снохи Александра Севидова Галины (жены Юрия Севидова) в семейном кругу у Лидии Дмитриевны была репутация обладающей даром предвидения. При этом она очень любила своего мужа, переезжала вместе с ним из столицы во все города, куда тот получал назначения, заботилась о быте супруга, была глубоко вовлечена в его работу. Однажды Лидия Севидова побранила и не пригласила к столу своего сына Юрия, пришедшего к родителям в гости — потому что тот, будучи игроком московского «Спартака», забил гол команде отца.
Приняв близко к сердцу увольнение мужа, Лидия Севидова заявила, что раз динамовское руководство так несправедливо обошлось с её мужем, не видать больше «Динамо» чемпионства. То, что Лидия Дмитриевна действительно произнесла подобную фразу, подтверждал её сын Юрий. Известно было про проклятие и среди игроков футбольного «Динамо». В частности, тренер сборной России по пляжному футболу Михаил Лихачёв, учившийся в СДЮШОР «Динамо» (Москва) в 1986—1995 годах, вспоминал, что ещё в детстве неоднократно слышал об этом проклятии от динамовских ветеранов, в частности от Александра Максименкова.

## Последствия проклятия
Последний раз «Динамо» побеждало в национальных первенствах в весеннем чемпионате 1976 года, под руководством именно Александра Севидова. После этого московские динамовцы не занимали первое место ни в чемпионате СССР, ни в сменившем его первенстве России. Осенью 1983 года в «Динамо» был вновь приглашён Александр Севидов. Под его руководством команда в 1984 году завоевала Кубок СССР, но в чемпионате страны и в 1984, и в 1985 году обитала в нижней части таблицы, борясь за выживание. После того, как 27 мая 1985 года «Динамо» дома уступило аутсайдеру ростовскому СКА со счётом 3:4, Севидов был вновь уволен.
В 1986 году «Динамо» под руководством Эдуарда Малофеева провело сильный сезон и в концовке чемпионата обосновалось на первой строчке турнирной таблицы. В то время в советском футболе не придерживались принципа строгого соблюдения календаря, поэтому переносы игр были распространённым явлением. В 1986 году чаще всего переносили игры киевского «Динамо», весной и осенью занятого в еврокубках, а летом делегировавшего значительную часть игроков основного состава и главного тренера в сборную СССР для участия в чемпионате мира. В результате, после того как 22 ноября большая часть команд чемпионат завершила, у киевского «Динамо» ещё оставалось четыре несыгранные игры — с ленинградским «Зенитом», донецким «Шахтёром», а также две матча с московским «Динамо». У москвичей на тот момент было 38 очков, а у киевлян — 32 (в то время за победу давали два очка, а за ничью — одно). Свои коррективы в турнирные расклады вносил и так называемый «лимит ничьих»: командам начислялись очки только за 10 ничейных результатов в сезоне, сверхлимитные игры с равным счётом баллов в турнирную таблицу не приносили. При этом, если клуб делегировал в сборную СССР минимум двух игроков и в их отсутствие играл вничью — такие матчи в зачёт лимита не шли. Поэтому, несмотря на то, что динамовцы и Киева, и Москвы имели по 10 ничьих в турнирной таблице, москвичи свой лимит уже исчерпали, тогда как киевляне могли ещё один раз сыграть вничью и получить очко. «Динамо» (Киев) легко обыграло и «Зенит», и «Шахтёр», и судьба золотых медалей решалась в двухматчевых очном противостоянии динамовских клубов (перенесённые игры 8-го и 16-го туров). 29 ноября состоялся матч в Москве, в спорткомплексе «Олимпийский»; победа московского «Динамо» делала его чемпионом. Игра завершилась вничью 1:1 — первыми забили москвичи, имели несколько возможностей для второго гола; однако киевляне сумели сравнять счёт и отбиться от штурма хозяев поля в концовке. 7 декабря состоялась игра на Республиканском стадионе в Киеве. В этом матче московское «Динамо» устроила бы и ничья, ведь оно опережало киевлян на одно очко и те тоже исчерпали лимит ничьих. Киевское «Динамо» дважды забило первом тайме, во втором москвичи смогли один отквитать, но на большее их не хватило. Победив со счётом 2:1, «Динамо» (Киев) стало чемпионом, сместив москвичей на второе место.
В период с 1987 по 2023 год «Динамо» в предсезонных раскладах периодически называли в числе претендентов на чемпионство, но по большому счёту клуб так и не смог ни разу по-настоящему включиться в борьбу за золотые медали.
Весенняя часть чемпионата России 2023/2024 получилась очень интригующей. В середине марта 2024 года, после 20-го тура «Динамо» под руководством Марцела Лички отставало от первого места всего на два очка и называлось, наряду с петербургским «Зенитом» и «Краснодаром» одним из претендентов на чемпионство. Затем последовало три поражения подряд, отрыв от первого места после 23-го тура составил девять очков; казалось, «Динамо» выбыло из чемпионской гонки. Однако следующие пять игр москвичи выиграли и, воспользовавшись осечками «Зенита» и «Краснодара», после 28-го тура вышли на первую строчку в турнирной таблице. Перед 30-м, заключительным туром у «Динамо» было 56 очков, у «Зенита» — 54 очков, у «Краснодара» — 53. Динамовцам оставался выезд к «Краснодару» и для того, чтобы завоевать золотые медали, хватило бы и ничьи. Краснодарцам же необходима была победа — тогда они, догнав динамовцев по очкам, были бы выше по результатам личных встреч; при условии, если «Зенит» не побеждает «Ростов», это делало бы «Краснодар» чемпионом. «Краснодар», забив один гол, сумел сохранить этот результат; динамовцы, стремясь отыграться, дважды попадали в штангу, но забить так и не смогли. В итоге «Динамо» упустило лидерство и заняло в итоговой таблице только третье место; чемпионом стал «Зенит».

## Отношение к проклятию
Многие футболисты, тренеры и футбольные специалисты отрицают, что на длительный период турнирных неудач «Динамо» влияет наложенное проклятие — по их мнению, дело в спортивных, экономических и организационных причинах. Однако некоторая часть футбольных профессионалов и болельщиков, прежде всего связанных с «Динамо», относится к истории с проклятием жены Севидова серьёзно. В частности, российский тренер Юрий Сёмин, в 2005—2006 годах возглавлявший «Динамо», после ряда неудачных игр приехал к сыну Лидии Севидовой Юрию с просьбой сходить вместе в церковь, чтобы снять проклятие. Вратарь «Динамо» Игорь Лещук, заметив, что в проклятие не верит, всё же предложил на всякий случай съездить к семье Севидовых и попросить прощения. Известный динамовский болельщик Александр Шпрыгин, бывший глава Всероссийского объединения болельщиков, предлагал для снятия проклятия провести крестный ход вокруг динамовского стадиона. Динамовские болельщики неоднократно ездили на Домодедовское кладбище, где похоронены Александр и Лидия Севидовы, умершие в 1992 и 1990 году соответственно, чтобы попросить о снятии проклятия.
По мнению советского и российского спортивного журналиста Сергея Микулика, проклятие, наложенное Лидией Севидовой, уже не действует. Ссылаясь на то, что он услышал лично от Лидии Севидовой (в другом изложении — от Александра Севидова), Микулик утверждает, что проклятие звучало так: «„Динамо“ никогда ничего не выиграет». Таким образом, это проклятие снял сам Александр Севидов, когда, возглавив московское «Динамо» во второй раз, выиграл с ним в 1984 году Кубок СССР. Тренер сборной России по пляжному футболу Михаил Лихачёв, воспитанник СДЮШОР «Динамо», вспоминал, что от динамовских ветеранов слышал версию, по которой проклятие будет длиться 50 лет.

### Комментарии
1. ↑  Существуют расхождения в источниках относительно имени жены Александра Севидова. На могильном памятнике указано «Севидова Елизавета Дмитриевна»[13], это же имя упоминает её сын Юрий Севидов в ответе на вопросы спартаковских болельщиков[14]. Однако в подавляющем большинстве источников жена Севидова упоминается как Лидия, в том числе в интервью и воспоминаниях родственников, в частности, всё того же сына Юрия[15], снохи Галины[16] и внука Александра[17]
2. ↑  Некоторые футболисты, футбольные специалисты и болельщики оценивают это чемпионство как «неполноценное»[2][6][11], так как чемпионат проводился по схеме однокругового турнира, а сильнейшая команда СССР на тот момент — киевское «Динамо» — делегировав на несколько месяцев в сборную СССР большое количество основных игроков и главного тренера для участия в отборочном турнире к чемпионату Европы и подготовки к Олимпийским играм в Монреале, выступала в ослабленном составе[6]. Также особенностью весеннего чемпионата 1976 года была низкая турнирная мотивация большинства команд — по итогам этого турнира не разыгрывались путёвки в еврокубки, аутсайдеры не покидали высшую лигу[6][7]. Таким образом, последним чемпионством в полноценном турнире является чемпионство 1963 года[6].